# Сланчий Врх
Сланчий Врх (словен. Slančji Vrh) — поселення в общині Севниця, Споднєпосавський регіон, Словенія. Висота над рівнем моря: 466,5 м.